# Jarim-Lim I.
Jarim-Lim I. (auch Jarimlim I., Yarim-Lim I.) regierte als Sohn des Šumu-epuh von 1716 v. Chr. bis 1701 v. Chr. (Mittlere Chronologie: 1781–1765 v. Chr.) das Königreich Jamchad. Sein Name bedeutet: „Geschenkt durch den Gott Lim“.
Jarim-Lim I. übernahm den Thron in einer schwierigen Lage, da Jamchad unter dem militärischen Druck der Nachbarstaaten Aššur, Mari, Karkemiš, Uršum und Haššum zusammenzubrechen drohte. Nach dem Tod des Šamši-Adad I. (1744 – 1712 v. Chr.) und dem drei Jahre späteren Regierungswechsel mit Zimri-Lim (1709 – 1695 v. Chr.) in Mari beruhigte sich jedoch die Lage wieder. Hintergrund für die neue Situation dürfte das geschlossene Bündnis mit dem babylonischen König Hammurapi (1728 – 1686 v. Chr.) gewesen sein.
Die Herrscher Aplaḫanda und Jatorami von Karkemiš machten ebenso ihre Aufwartung wie auch Zimri-Lim von Mari, der sogar die Vermittlerrolle im Streit zwischen Jamchad und Qatna übernahm. Die Handelsbeziehungen zu Ugarit erfuhren unter Jarim-Lim eine spürbare Belebung, die in der nachfolgenden Zeit zur wirtschaftlichen Blüte Jamchads führte.
Nach Jarim-Lims Tod folgte Hammurapi I. 1701 v. Chr. auf den Thron.